# Rosario-Santa Fe de 2004
La 65ª edición de la Rosario-Santa Fe tuvo lugar el 4 de diciembre de 2004 y fue organizada por el Ciclista Moto Club Santafesino, la prueba contaba con un recorrido que fue con la largada desde Plaza Alberdi de Rosario, San Lorenzo, Monje, Arocena, Coronda, Santo Tomé, Santa Fe con llegada sobre en 3 de Febrero y San Martín (Casa de Gobierno y Convento de San Francisco) de esa ciudad, totalizando una distancia de 174 kilómetros.
La carrera contó con una participación récord que llegó a los 90 ciclistas en la línea de largada.
El desarrollo de la prueba fue a un ritmo muy alto el cual dio un promedio final de 50 km/h para recorrer los 174 kilómetros, en la cual se destacó un grupo de 9 ciclistas que en los metros finales se separaron del resto, y en un cerrado sprint final el ciclista esperancino Luis Ricardo Lorenz logró imponerse para así sellar su segundo triunfo en esta prueba luego del obtenido en la edición de 1999, fue escoltado por Gastón Corsaro y en tercera ubicación llegó Raúl Turano.

## Clasificación final
|   | Ciclista        | Equipo                  | Tiempo   |
| - | --------------- | ----------------------- | -------- |
| 1 | Luis Lorenz     | A.M.A.R.U.              | 3 h 39m" |
| 2 | Gastón Corsaro  | Factory                 | + 00"    |
| 3 | Raúl Turano     | Monti                   | + 00"    |
| 4 | Marcos Ferrari  | -                       | + 00"    |
| 5 | Facundo Bazzi   | La Plata                | + 00"    |
| 6 | Exequiel Romero | Chivilcoy               | + 00"    |
| 7 | Juan Sigura     | Municipalidad de Paraná | + 00"    |